# Trichosilia beringiana
Trichosilia beringiana là một loài bướm đêm trong họ Noctuidae.